# Adam Hefter
Pour les articles homonymes, voir Hefter.
Adam Hefter (né le 6 décembre 1871 à Prien am Chiemsee, mort le 9 janvier 1970 dans la même ville) est évêque catholique allemand, évêque de Gurk de 1915 à 1939.